# Vlessart
Vlessart est une localité de la commune belge de Léglise, dans la province de Luxembourg. Le village est tapi au cœur de la forêt d'Anlier dans l'Ardenne belge. Avant la fusion des communes de 1977, il appartenait à l'ancienne commune d'Anlier, comme les villages de Louftémont et Behême.

## Étymologie
Connu sous le nom de Wallesser en Luxembourgeois. le nom Vlessart est assurément lié à la technique de l'essartage. Le nom viendrait de « sart de Valentius ».

## Particularité
Vlessart est un type caractéristique de village-clairière. Il est en effet entouré quasi complètement de la forêt d'Anlier. Jusque dans les années 1960, la seule route carrossable était un chemin empierré qui conduisait soit à Louftémont, soit à Anlier. L'aménagement de ces routes, ainsi que celui de plusieurs chemins traversant la forêt ont rendu Habay-la-Neuve, Martelange et Heinstert directement accessibles.
Ce hameau d'une centaine d'habitants a vu sa population rapidement augmenter à la fin du XXe siècle à la suite des nombreuses constructions de nouvelles maisons. La proximité de l'autoroute E411 et de la nationale 4 attire des gens qui travaillent au Grand-Duché de Luxembourg.
La plaine autour du village est un endroit idéal pour entendre le brame du cerf en automne.
Un important émetteur hertzien de programmes de TNT, FM et DAB+ de la RTBF a été érigé au nord de Vlessart.